# Himesaki Hana
Himesaki Hana (姫咲 はな 21 tháng 5 năm 1999 –) là một nữ diễn viên khiêu dâm người Nhật Bản. Cô thuộc về công ti ACT.

## Sự nghiệp
9/6/2020, cô ra mắt ngành phim khiêu dâm với tư cách là nữ diễn viên độc quyền cho nhãn phim Seishun Jidai (Tuổi trẻ) của hãng SOD Create.
Từ năm 2021, cô rời hợp đồng độc quyền và trở thành nữ diễn viên tự do.
FANZA thông báo cô xếp thứ 2 theo số lượng phim khiêu dâm bán ra theo nữ diễn viên nửa đầu năm 2021. Cô cũng đã xếp thứ 5 trong bảng xếp hạng nữ diễn viên khiêu dâm nửa đầu năm 2021 theo thông cáo hàng tháng của FANZA. Tháng 9/2021, cô được chỉ định làm nữ diễn viên đại diện cho chiến dịch Triple HAPPY 2021. Ngoài ra, cô đã xếp thứ 9 trong bảng xếp hạng nữ diễn viên khiêu dâm nửa cuối năm 2021 theo thông cáo hàng tháng của FANZA.
Đến năm 2022, cô có hơn 400 nghìn người theo dõi trên TikTok và đã có nhiều người hâm mộ ngoài nam giới.。
Tháng 7/2022, cô được chọn làm nữ diễn viên đại diện cho "Chiến dịch CSK năm 2022 Ngực! Mông! Eo!" của FANZA. 2/9/2022, cô được chỉ định làm nữ diễn viên quảng cáo cho "Chiến dịch Triple HAPPY 2022" của HHH Group.

## Đời tư
Cô sinh ra tại Hokkaidō.
Sở thích của cô là mua sắm, và kĩ năng đặc biệt của cô là tập thể dục nhịp điệu.
Cô theo học tại trường trung học nữ sinh và là đội trưởng đội khúc côn cầu trên cỏ. Mặc dù cô đã có cấc mối quan hệ tình cảm, cô vẫn là trinh nữ khi còn là học sinh.
Mặc dù cô có phức cảm về ngực của mình, cô cảm thấy vui khi được đàn ông khen ngợi. Khi cô học trung học, ngực cô có cỡ Cup D hoặc E, và cô đã đeo nịt ngực khi tham gia các hoạt động câu lạc bộ. Sau khi tốt nghiệp trung học, cân nặng của cô tăng 15 kg và cô đã bắt đầu ăn kiêng, tuy nhiên ngực của cô vẫn lớn như trước.
Cô đã chọn đóng phim khiêu dâm với suy nghĩ rằng một nam diễn viên chuyên nghiệp có thể giúp cô xóa trinh tiết.
Hành động đặc trung của cô là "Kích dục bằng tay với một tay và phần đầu dương vật chọc vào ngực để kích dục bằng ngực [với tay kia]". Mấu chốt là để tránh dương vật bị hở ra và được kẹp chặt. Cô cũng có thể nói ra những từ bí mật có thể thỏa mãn đàn ông.
Đạo diễn phim khiêu dâm TODO đã miêu tả cô là một ví dụ hoàn hảo để đóng các phim thực tế ảo chủ động vì cô có đủ ba tiêu chí là cỡ ngực, khả năng gợi dục và khả năng diễn xuất trong các phim có yếu tố đời thường, do đó ông đã đặt nickname cho cô là Biscuit Oliva của thế giới phim khiêu dâm, và so sánh độ nổi tiếng của cô trong ngành với Ōtani Shōhei trong bóng bàn.